# Александар Мартон
Александар Мартон (Зрењанин, 24. фебруар 1976) је српски политичар, портпарол Лиге социјалдемократа Војводине и посланик у Скупштини Аутономне покрајине Војводине. Био је председник Скупштине града Зрењанина. Има једног сина.

## Биографија
Портпарол Лиге социјалдемократа Војводине и председник Удружења антифашиста Зрењанина.
Постаје члан Лиге социјалдемократа Војводине 1996. године и обавља низ одговорних функција у странци. Потпредседник је Лиге социјалдемократа Војводине од 14. децембра 2008. године. У три наврата је биран на функцију одборника у Скупштини општине Зрењанин. Од фебруара 2007. године до јуна 2008. године посланик је у Народној скупштини Републике Србије. Од 3. јуна 2008. године до јула 2012. године био је на функцији председника Скупштине града Зрењанина. На изборима за Посланика у Скупштини Аутономне покрајине Војводине маја 2012. године изабран је за посланика по већинском моделу. У изборној јединици 17 Зрењанин 2 победио је, у другом изборном кругу, кандидата СНС Златану Анкић, освојивши 63% гласова. Потпредседник је одбора за културу и науку Скупштине Аутономне покрајине Војводине, те члан одбора Скупштине за односе са одборима Народне Скупштине Србије.
У пет наврата биран за одборника Скупштине града Зрењанина.
Звање политиколога стекао на Факултету за европске правно политичке студије у Новом Саду.
Добитник је награде за мир „Никола Тесла“ независне Лиге за мир из Есена, коју му је уручио познати српски редитељ и фотограф Никола Радошевић.
Током 2009. године у неколико наврата се нашао у жижи јавности. Део јавности му је замерио што се састао са делегацијом хрватског удружења „Вуковар 1991“ и подржао њихову иницијативу о постављању спомен-плоча у селима Стајићево и Бегејци, у којима су током југословенских ратова били смештени хрватски заробљеници. Замерена му је и изјава да изградња Српске православне цркве у насељу Багљаш треба да сачека пролазак светске економске кризе.